# Bieńkówka (województwo kujawsko-pomorskie)
Bieńkówka – wieś w Polsce, położona w województwie kujawsko-pomorskim, w powiecie chełmińskim, w gminie Chełmno.
W latach 1939–1942 dotychczasową nazwą wsi było Bienkowo, lecz po przeprowadzonej zamianie nazw miejscowości w Okręgu Rzeszy Gdańsk-Prusy Zachodnie, w latach 1942–1945 nazywała się Benkau.

## Integralne części wsi
| SIMC    | Nazwa     | Rodzaj                          |
| ------- | --------- | ------------------------------- |
| 0841461 | Babska    | część wsi (zniesiona w 2023 r.) |
| 0841478 | Grzępa    | część wsi (zniesiona w 2023 r.) |
| 0841484 | Las       | część wsi (zniesiona w 2023 r.) |
| 0841490 | Litwa     | część wsi (zniesiona w 2023 r.) |
| 0841509 | Madera    | część wsi (zniesiona w 2023 r.) |
| 0841515 | Piachy    | część wsi (zniesiona w 2023 r.) |
| 0841521 | Wichylewa | część wsi (zniesiona w 2023 r.) |

## Podział administracyjny
W latach 1975–1998 miejscowość administracyjnie należała do województwa toruńskiego.

## Demografia
Według Narodowego Spisu Powszechnego (III 2011 r.) wieś liczyła 265 mieszkańców. Jest dziewiątą co do wielkości miejscowością gminy Chełmno.

## Powodzie
Nad brzegiem Wisły znajduje się kamień z zaznaczonym znakiem wysokiej wody z 1829 roku.